# Ядерный исследовательский центр в Димоне
Ядерный исследовательский центр в Димо́не (ивр. הקריה למחקר גרעיני‎) — израильский исследовательский центр, расположенный в пустыне Негев, вблизи города Димоны.
Строительство ядерного исследовательского центра в Димоне началось при помощи Франции в 1958 году. Открыт в 1964 году. Центр проводит исследования в различных областях физики.
В период с 1957 по 1964 год построен тяжеловодный реактор (IRR-2) на природном уране при содействии французских фирм. В строительстве на площади 36 км² участвовали около 1500 израильских и французских рабочих. Мощность реактора — 28 мегаватт. В 1970-х годах с помощью Франции он был модернизирован.
Не находится под контролем МАГАТЭ.
В 1986 году Мордехай Вануну, бывший техник центра в Димоне, который эмигрировал из Израиля, предоставил британским СМИ некоторые данные о ядерной программе Израиля. Утверждается, что центр используется для выработки оружейного плутония; в различных источниках приводятся сведения, что годовая производительность составляет от 15 до 40—60 кг, и что до 2003 года Израиль произвёл 510—650 кг плутония. Официальный Израиль не подтверждает и не опровергает эти сведения.